# Manuel Capella
Manuel Capella (Béjar, Salamanca, España, 8 de diciembre de 1946 – Montevideo, Uruguay, 28 de mayo de 2013) fue un cantante y guitarrista, de música popular, radicado desde los tres años en Montevideo, Uruguay.

## Biografía

### Inicios artísticos
Manuel Capella nace en Béjar, Salamanca – España, el 8 de diciembre de 1946. Viaja junto a sus padres a Uruguay y se radica en Montevideo en 1949.
Debuta profesionalmente en noviembre de 1969 en Uruguay Canta, Teatro Odeón de Montevideo como compositor y ejecutante de temas propios. Al influjo de una brillante generación como Alfredo Zitarrosa, Daniel Viglietti, Los Olimareños, José Carbajal, Numa Moraes, entre otros.
Se presenta en numerosos espectáculos, festivales nacionales e internacionales: Argentina, Chile, Perú, Ecuador, Venezuela, Colombia, Cuba, Nicaragua, Panamá, México, Estados Unidos, Canadá, Australia y España.
En 1970 graba su primer long play Luces Malas con el poeta Francisco Paco Trelles, con temática de corte campesino basada en leyendas. Su segundo long play, Se trata de caminar, se edita en 1972 y revela una concepción más amplia en las composiciones. Ese mismo año participa en el espectáculo América Vive, junto a Julio Garategui, Eduardo Nogareda, Washington Carrasco, entre otros artistas.
Debido a la situación política en Uruguay, el golpe de Estado y la prohibición y censura a varios artistas Manuel resuelve dejar el país. En 1976 parte rumbo al norte argentino, exiliado. Luego se traslada a Perú y posteriormente a Ecuador contratado por la Universidad Central de ese país, donde decide radicarse. Participa en varios festivales, uno de ellos el Concierto de la Unidad Latinoamericana, junto a Zitarrosa y Numa Moraes.
Manuel comparte escenario con Silvio Rodríguez, Horacio Guarany, Mercedes Sosa, Miriam Ramos, Noel Nicola de Cuba, Luis Enrique Mejía Godoy de Nicaragua, Modesto López, Patricio Manns, Eduardo Carrasco de Quilapayún, Alí Primera, Lilia Vera, entre otros.
En 1979 Manuel Capella, junto a Modesto López, graban y editan en casete el trabajo titulado Cantopoemas. 1981 graba y edita el disco Cantando vas a volver - Manuel Capella
En 1982 representa a Uruguay como cantor y expositor, en el Encuentro de Cantautores, dentro del marco de las IV Jornadas Culturales de Quito, Ecuador. Asimismo, actúa con Alfredo Zitarrosa y Camerata Punta del Este en el Teatro Nacional Sucre de la ciudad de Quito.
Viaja a Centroamérica y en abril, junto con Daniel Viglietti, representa a Uruguay en el II Festival de la Nueva Canción Latinoamericana, que se realizó en Managua, Nicaragua.
Previo a su retorno a Uruguay realiza, con el cantor chileno Juan Paredes, un espectáculo en varias ciudades ecuatorianas, titulado Oficio de cantor. En 1984 viaja a Buenos Aires con la idea de cruzar a Uruguay, pero algunos inconvenientes dificultan su llegada y retorna a Ecuador.
En 1985 finalmente regresa a su país. Radicado nuevamente en Uruguay actúa con Yamandú Palacios y Alfredo Zitarrosa en Teatro de Verano de Montevideo. Se encuentra con su público luego de casi una década. Ese mismo año graba y edita el long play Siempre el Sur, editado por el Sello Sondor. Retoma la actividad en festivales de Uruguay y en el exterior.
En 1991 se edita el disco Canciones dedicadas; en 1995, el trabajo titulado Canciones dedicadas ll / El Galleguayo. En abril de 1997 participa en la ciudad de Buenos Aires en un Homenaje a Zitarrosa en el teatro Ópera de Buenos Aires, junto a Mercedes Sosa, Víctor Heredia, Teresa Parodi, Eduardo Galeano, José Carbajal El Sabalero, Grupo Sanampay, Larbanois-Carrero y Pablo Estramín.
En 1997, uno de sus temas más populares, Por la Unión y por la Blanca le da título a un nuevo disco. Continúa alternando sus presentaciones en Uruguay, Argentina, México, España, Chile y realiza su primera gira por Estados Unidos de Norteamérica y Canada.
En el año 2004 se presenta en el Teatro ND/Ateneo de la ciudad de Buenos Aires en un espectáculo compartido con José Carbajal, El Sabalero.
Los ojos de marzo es un disco con 16 canciones que cuenta con la participación de varios colegas, se edita ese mismo año.
Manuel mantiene su identidad entre su gente; su obra la deja grabada en varios trabajos discográficos. Muchos lo recuerdan por su apodo: Gallego.
Un Gallego amigo de Zitarrosa, Alí Primera, Guayasamin y Nicomedes Santa Cruz, por citar a algunos.
La salud de Manuel comienza a deteriorarse y finalmente fallece el 28 de mayo de 2013. Ese mismo año se realiza, en su homenaje, un recital con varios artistas en Ecuador, y se edita el disco Manuel Capella, In Memoriam 1946 / 2013. El 8 de diciembre de ese año Manuel hubiera cumplido 67 años. En la Sala Mario Benedetti, Casa del Autor de AGADU, Montevideo se realiza un encuentro entre amigos, para recordarlo.
Por la Unión y por la Blanca sigue repicando el costado izquierdo de la Avenida 8 de Octubre. Con el Choncho, por la Curva y los del Danubio, con la magia del Negro Luz y su clarinete, van juntos allá por la sombra de la vieja Plaza de Toros o más atrás, en el hombro de Villa Española, la puerta del Puerto Rico, en la Unión.
Actualmente, año 2022, se trabaja en la edición del documental GALLEGO, Manuel Capella, con la participación de varios artistas y amigos de distintas ciudades de América Latina. El documental será presentado pronto.
Facebook: Manuel Capella
Instagram: gallegomanuelcapella

### Emigración
Luego del golpe de Estado de 1973 en Uruguay, Capella viaja por distintos países de Latinoamérica y Europa, pasando por Perú en 1976, y radicándose definitivamente en Ecuador. Participa del "Concierto de la Unidad Latinoamericana" en 1978, junto a otros artistas nacionales e internacionales.
Junto al actor Modesto López, crea en 1979 el espectáculo "Cantopoemas", con el cual se presentan en Ecuador, Colombia, Panamá y México. Dicha obra fue registrada en un álbum que se editó ese mismo año.
Falleció el 28 de mayo de 2013 a causa de un infarto cardiovascular.

## Discografía

### Long plays
1970 Luces malas - Francisco Trelles & Manuel Capella - De la Planta KL 8303/ Sondor.
1972 Se trata de caminar - Manuel Capella - De la planta KL 8326 /Sondor.
1979 Cantopoemas - Manuel Capella & Modesto López.
1981 Cantando vas a volver - Manuel Capella.
1985 Siempre el Sur - Manuel Capella – Sondor 44386.
1991 Canciones dedicadas - Manuel Capella – Musicanto MC 724
1995 Canciones dedicadas ll/El Galleguayo - M.Capella.
1997 Por la unión y por la Blanca - Manuel Capella.
2004 Los ojos de marzo - Manuel Capella.
2013 In Memorian - Manuel Capella y varios artistas – MC Ecuador.
2003 La Salamanca - Manuel Capella - Disco Cuentos y leyendas, varios artistas. Sondor.